# Hoth
Hoth is een ijzige, besneeuwde planeet uit de Star Wars saga en is te zien in Star Wars: Episode V: The Empire Strikes Back.
Hoth is de 6de planeet van het Hoth-systeem en is bedekt met sneeuw en ijs. Met temperaturen tussen -32°C (overdag) en -60°C ('s nachts), is het erg logisch dat er geen menselijk leven mogelijk is. Op Hoth is geen beschaving. Op deze planeet leven enkel dieren.

## Echo Base
Nadat ze hun basis op Yavin IV moesten verlaten, heeft de Rebellenalliantie hier hun geheime basis. Echo Base wordt heel goed beschermd door een deflector shield om bombardementen te kunnen weerstaan. Maar de bewoners hebben last van Wampa's die de basis aanvallen. Onder andere Luke Skywalker wordt meegenomen door zo een roofdier. De rebellen gebruiken de goedaardige Tauntauns als vervoermiddel. Maar zelfs Tauntauns moeten opletten voor de koude en kunnen er dood aan gaan. General Rieekan is de commandant van de basis.
Door een Imperial probe droid ontdekt Sith Lord Darth Vader dat de Rebellen zich op Hoth bevinden. Meteen valt het Galactische Keizerrijk aan en de Slag om Hoth begint. Hierbij moeten de Snowtroopers het deflectorschild uitschakelen. De Rebellen verliezen de strijd en moeten redden wat er te redden valt. Ze evacueren de basis en krijgen het Keizerrijk in de achtervolging. Generaal Veers leidt de rijksgezinden en kan een overwinning op zijn lijstje zetten.

## Hoth-asteroïdenveld
Vlak bij Hoth is er een asteroïdenveld dat bestaat uit vele duizenden brokstukken die een gevaar vormen om erdoorheen te vliegen. De Millennium Falcon gebruikt dit om de keizerlijke TIE Fighters af te schudden zelfs als de overlevingskans 1 op 3720 is.
Het asteroïdenveld herbergt ook de Space Slug en vele Mynocks waardoor het asteroïdenveld beter vermeden wordt.